# واكساكتون
مدينة مايانية قديمة تقع في محافظة بيتين في غواتيمالا 80كم شمال تيكال وكانت مركزا شعائريا من الحجم المتوسط مقارنة بتيكال ولكنها كانت مهمة عند الأثريين بسبب الحفريات التي قام بها أثريو جامعة كارنيجي في واشنطن مما وضع تسلسلا زمنيا للعهود الأولى للمايا وتم إيجاد العديد من المباني بها ومنها المعبد العملاق وبه أقنعة تعود لعهد حضارة أولمك، ومثل تيكال فالمباني ترجع إلى فترة 100 - 900 ثم بدأت تضمحل كغيرها من مدن المايا في السهول الجنوبية وهجرت.